# Trix Records
Trix Records was een Amerikaans platenlabel, waarop blues uitkwam en dan vooral Piedmont-blues. Het werd in 1972 opgericht door ethnomusicoloog, schrijver en platenproducer Peter B. Lowry.
Het label bracht singles en lp's uit met materiaal van de honderden uren fieldrecordings die hij van bluesmusici had gemaakt. Artiesten die op Trix uitkwamen waren onder meer Robert Jr. Lockwood (stiefzoon van blueslegende Robert Johnson), Eddie Kirkland, David "Honeyboy" Edwards, Peg Lam Sam, Frank Edwards, Tarheel Slim, Homesick James, Big Chief Ellis, Baby Tate en Boogie Woogie Red.
Het label was bijna twee decennia actief, daarna werd het verkocht aan Joe Fields van Muse Records die het op zijn beurt weer overdeed aan 32 Jazz Records. Het is nu in handen van Savoy Jazz, die enkele platen op cd heeft heruitgebracht.